# ای‌یو
ای‌یو (انگلیسی: AU) شرکت الکترونیک تایوانی است، که در سال ۱۹۹۶ تأسیس شد.